# 83 Puppis
83 Puppis (v¹ Puppis) é uma estrela na direção da Puppis. Possui uma ascensão reta de 07h 18m 18.40s e uma declinação de −36° 44′ 02.3″. Sua magnitude aparente é igual a 4.65. Considerando sua distância de 847 anos-luz em relação à Terra, sua magnitude absoluta é igual a −2.42. Pertence à classe espectral B2V+.... É uma estrela variável Gamma Cassiopeiae.